# ウズベキスタンの山一覧
ウズベキスタンの山、山地の一覧。
- アデルング山（英語版） (アデルンガ・トギ - Adelunga Toghi) (4,301 m)
- ベシュタル山（英語版） (4,299 m)
- ハズレット・スルタン山 (4,643 m)、以前は「共産党第22回大会峰」と呼ばれていた。
- ギッサール山地（英語版）
- プスケム山脈（英語版）
- ザラフシャン山地（英語版）
- タラス・アラトー（英語版）
- トルキスタン山地
- 大チムガン（英語版） (3,309m)